# Arthur V. Johnson
Arthur V. Johnson (2 de fevereiro de 1876 - 17 de janeiro de 1916) foi um ator e cineasta estadunidense da era do cinema mudo, sendo considerado um dos pioneiros do cinema. Dirigiu 35 e atuou em mais de 300 filmes entre 1905 e 1915.

## Biografia
Nascido em Davenpot, Iowa, filho de Rev. Myron A. Johnson, e de Frances Adelaide Mitchell Johnson,[carece de fontes?] Arthur Vaughen Johnson deixou a escola aos 19 anos para seguir uma troupe que encenava Shakespeare. Ele atuou no teatro ao lado de atores como Sol Smith Russell, Robert B. Mantell e Marie Wainwright.
Johnson começou no cinema como ator, com o Edison Studios no Bronx, Nova Iorque em 1905, no filme The White Caps,[carece de fontes?] dirigido por Wallace McCutcheon, Sr. e Edwin Stanton Porter. Em 1908, começou a trabalhar para a Biograph Company, onde atuou em filmes dirigidos por D. W. Griffith, entre eles Resurrection em 1909 e posteriormente In Old California , em 1910, o primeiro filme de Griffith rodado em Hollywood. Na Biograph, Arthur Johnson atuou ao lado de estrelas como Mary Pickford e Florence Lawrence. Johnson era considerado o ator preferido de Griffith.
Em 1911 ele aceitou uma oferta do Lubin Studios, na Filadélfia para dirigir filmes. Com Lottie Briscoe, sua co-estrela frequente na Lubin, Johnson dirigiu e estrelou The Belovéd Adventurer (1914), um seriado de 15 capítulos de Emmett Campbell Hall. Seu último filme foi The Last Rose, em 1915. Por problemas de saúde, terminou sua carreira em 1915, após atuar em mais de 300 curta-metragens e dirigir 35.[carece de fontes?]

## Vida familiar
Arthur V. Johnson casou com a  atriz Florence Hackett, com quem atuou em 1913 no filme Power of the Cross. Johnson morreu de tuberculose em Filadélfia em 1916, perto de seu quadragésimo aniversário. Os serviços funerários foram feitos na Filadélfia e ele foi sepultado no Fairview Cemetery, em Chicopee, Massachusetts, nas proximidades da Grace Episcopal Church, onde seu pai servira como reitor.

## Filmografia parcial
- The Taming of the Shrew (1908)
- Romance of a Jewess (1908)
- The Greaser's Gauntlet (1908)
- A Smoked Husband (1908)
- The Zulu's Heart (1908)
- The Planter's Wife (1908)
- The Pirate's Gold (1908)
- The Guerrilla (1908)
- The Song of the Shirt (1908)
- A Woman's Way (1908)
- The Reckoning (1908)
- The Test of Friendship (1908)
- The Christmas Burglars (1908)
- The Lonely Villa (1909)
- At the Altar (1909)
- The Curtain Pole (1909)

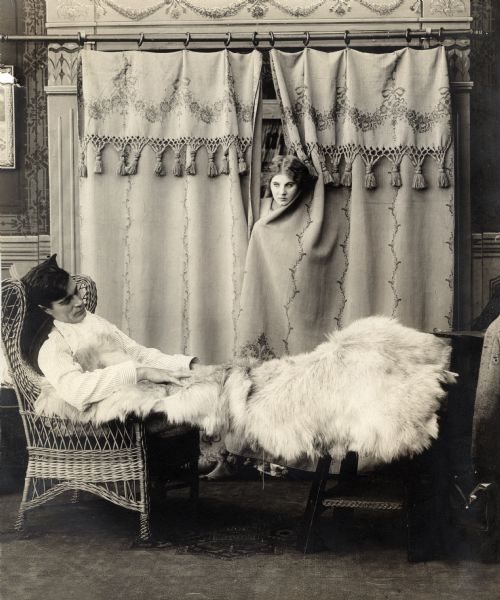
Florence Lawrence e Arthur V. Johnson em uma cena do filme 1911 da Lubin, One on Reno.

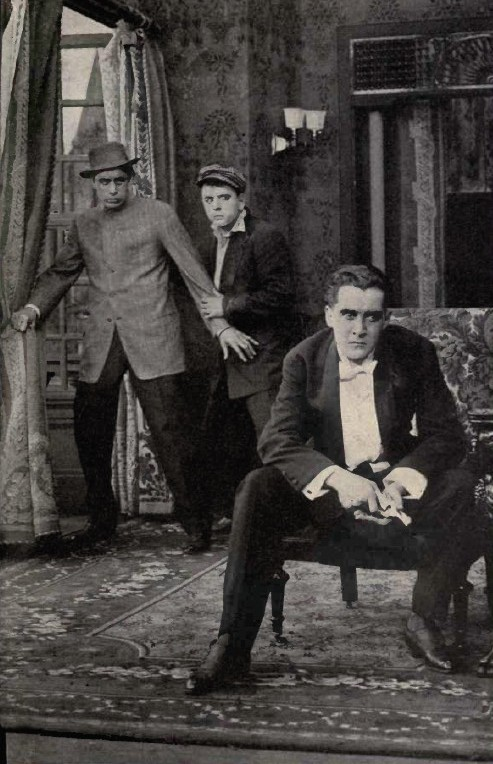
Cena de A Good Turn, de 1911.

- The Fascinating Mrs. Francis (1909)
- Mr. Jones Has a Card Party (1909)
- The Welcome Burglar (1909)
- The Cord of Life (1909)
- The Girls and Daddy (1909)
- The Brahma Diamond (1909)
- Edgar Allan Poe (1909)
- A Wreath in Time (1909)
- Tragic Love (1909)
- The Golden Louis (1909)
- A Drunkard's Reformation (1909)
- Resurrection (1909)
- The Sealed Room (1909)
- The Hessian Renegades (1909)
- The Death Disc: A Story of the Cromwellian Period (1909)
- To Save Her Soul (1909)
- The Day After (1909)
- All on Account of the Milk (1910)
- In Old California (1910)
- The Two Brothers (1910)
- A Romance of the Western Hills (1910)
- The Lily of the Tenements (1911)
- The Beloved Adventurer (seriado, 1914)